# Stefani Werremeier
Stefani Werremeier est une rameuse allemande née le 17 octobre 1968 à Osnabrück.

## Biographie
Stefani Werremeier est médaillée d'argent en huit aux Mondiaux juniors de 1986 à Račice. Elle est ensuite médaillée de bronze en deux sans barreur aux Championnats du monde d'aviron 1989 à Bled, médaillée d'or de la même épreuve aux Championnats du monde d'aviron 1990 en Tasmanie et médaillée d'argent aux Championnats du monde d'aviron 1991 à Vienne. Lors des Jeux olympiques d'été de 1992 à Barcelone, elle concourt dans l'épreuve de deux sans barreur, et remporte la médaille d'argent.
Elle remporte la médaille d'or en huit aux Championnats du monde d'aviron 1994 à Indianapolis. Lors des Jeux olympiques d'été de 1996 à Atlanta, elle concourt dans l'épreuve de deux sans barreur, et termine quatrième.